# Ларі Кінгстон
Ларі Кінгстон (англ. Laryea Kingston; нар. 7 листопада 1980, Аккра, Гана) — ганський футболіст, виступав на позиції атакувального півзахисника або правого вінґера.

## Клубна кар'єра

### Ранні роки
Народився в Аккрі. Футбольну кар'єру розпочав у 16-річному віці в місцевому клубі «Грейт Олімпікс». У 2000 році перейшов в оренду до лівійського клубу «Аль-Іттіхад» (Триполі). Однак лише через чотири місяці після переходу повернувся до Аккри, незадоволений лікуванням у Триполі, та приєднався до одного з представників «Великої двійки» Гани, «Гартс оф Оук», у 2001 році. Два роки по тому виїхав до Ізраїлю, де підписав контракт з «Маккабі Агі Назарет». Після двох матчів кубку Тото «Маккабі» вирішило не залишати його, й Ларі підписав контракт з «Хапоелем» (Тель-Авів), де грав до 2004 року.

### Переїзд до Росії
Наступною країною для ганця стала Росія, де приєднався до самарських «Крил Рад», допоміг їм вийти на третє місце в російській Прем'єр-лізі в першому ж сезоні у новій команді. Того ж року «Крила Рад» також дійшли до фіналу Кубку, але несподівано зазнали поразки від грозненського «Терека» з рахунком 0:1 у Москві. Кінгстон приєднався до Терека по ходу сезону 2005 року, але не зміг допомогти їм уникнути останнього місця та вильоту з вищого дивізіону до Першого дивізіону.
Декілька високооплачуваних гравців покинули «Терек» у результаті цього пониження, і Кінгстон приєднався до московського «Локомотива» в оренду на сезон 2006 року. У липні 2006 року його дискваліфікували на 6 матчів за навмисне травмування захисника московського «Динамо» Леандро Фернандеса.

### «Гарт оф Мідлотіан»
Після того як «Терек» не зміг гарантувати собі повернення в Прем'єр-лігу, Ларі Кінгстон, здавалося, назавжди покинув чеченську команду. Незважаючи на зацікавленість з боку «Болтон Вондерерз» і, за чутками, з боку «Ньюкасл Юнайтед» та «Фулгема», 25 січня 2017 року перейшов у 6-місячну оренду до «Гарт оф Мідлотіан». «Гартс» також домовився про опцію підписання контракту на постійній основі ще на три роки після закінчення орендного договору та скористався цією опцією 6 червня 2007 року за відступні у розмірі 500 000 фунтів стерлінгів. Перебування Ларі в «Гарт оф Мідлотіан» зазвичай вважається розчаруванням, оскільки він дуже рідко грав через травму та виступи в збірній.

### «Вітессе»
Після відходу з «Гартс» переїхав до Нідерландів, щоб підписати контракт у вересні 2010 року з «Вітессе». Під керівництвом Тео Боса на футбольне поле не виходив, а під керівництвом іспанця Альберта Феррера провів три поєдинки. У грудні 2010 року після шести місяців роботи в клубі контракт з ганцем розірвали.

### Повернення до Ізраїлю
Після звільнення з «Вітессе» тренувався зі своїм колишнім клубом «Гартс оф Оук», але 13 липня 2011 року підписав 2-річну угоду з ізраїльською командою Прем'єр-ліги «Хапоель» (Беер-Шева).
6 серпня відзначився своїм першим голом за Беер-Шеву зі штрафного у переможному (3:0) поєдинку кубку Тото проти єрусалимського «Бейтара».

### Повернення до «Гарт оф Мідлотіан»
У січні 2012 року повернувся до Прем'єр-ліги Гани за свій колишній клуб «Гартс оф Оук», з яким підписав 1,5-річний контракт.

### Переїзд до США
У березні 2013 року Кінгстон підписав контракт з командою USL PRO «Фінікс».
У листопаді 2013 року, після відходу з «Фінікса», відправився на перегляд до представника С.Ліги Бруней ДПММ.

## Кар'єра в збірній
Добре відомий колегам-професіоналам як безкомпромісний і працьовитий гравець, рішучий стиль Кінгстона час від часу створював йому проблеми, особливо коли Ларі представляв національну команду Гани на Кубку африканських націй 2006 року, коли отримав вилучення під час перемоги Гани (1:0) над Сенегалом після сварки з Хабібом Беє. Згодом обидва гравці отримали безпрецедентну дискваліфікацію на чотири матчі, що в результаті виключило Кінгстон з боротьби за збірну Гани на чемпіонаті світу 2006 року. Однак у лютому 2007 року повернувся до «Блек Старз», відзначився голом в переможному (4:1) поєдинку проти Нігерії в Лондоні. Його також виключили зі складу збірної на чемпіонат світу 2010 року.

## Особисте життя
Старший брат Ларі, Річард Кінгсон, також був професіональним футболістом, грав на воротах у всіх чотирьох матчах збірної Гани на чемпіонаті світу 2006 року. Річард також був основним гравцем на турнірі 2010 року. Раніше виступав за «Блекпул», «Віган Атлетік» та «Бірмінгем Сіті».
21 листопада 1997 року у нього народився син Джейкоб, який став професіональним футболісто (грає в ганському клубі «Аккра Грейт Олімпікс»).